# Prästamarkens naturreservat
Prästamarken är ett naturreservat i Karlskrona kommun i Blekinge län.
Reservatet är skyddat sedan 2007 och omfattar 33 hektar. Det är beläget inom östra delen av Karlskrona tätort.

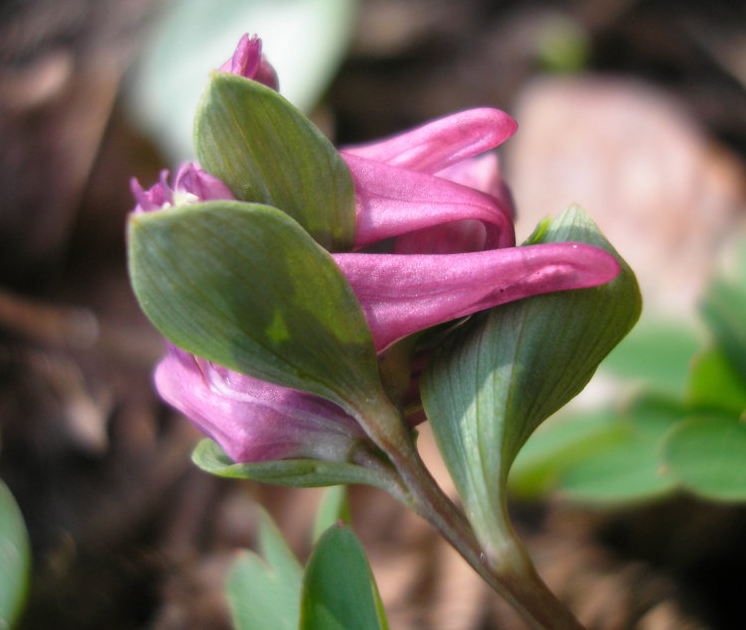
Smånunneört

Prästamarken utgörs av några skogklädda kullar, omgivna av odlad mark och bebyggelsen i Lyckeby. Där står gamla grova ekar och bokar med vida kronor som vuxit upp när området betades.
Ovanliga arter som ekticka och skillerticka växer på de gamla träden. På marken blommar bland annat blåsippa, vitsippa, smånunneört och tandrot. De båda klättrande växterna murgröna och kaprifol förekommer. 